# Samba na Sombra
O GRCES Comunidade Samba na Sombra é uma escola de samba da cidade de São Paulo.

## Carnavais
| Ano  | Colocação    | Grupo               | Enredo                                                                                                  | Carnavalesco | Ref.        |
| ---- | ------------ | ------------------- | --- | ------------ | ----------- |
| 2019 | 8º Lugar     | Vaga Aberta         | Na sombra tem samba, no asfalto gente bamba e no céu uma estrela que canta... luz que reluz Penha Maria |              | [ 2 ] [ 3 ] |
| 2020 | Não Desfilou | Acesso 3 de Bairros | |              | [ 4 ]       |